# Nicosia (Szicília)
Nicosia település Olaszországban, Szicília régióban, Enna megyében. Lakosainak száma 12 686 fő (2023. január 1.). Nicosia Calascibetta, Castel di Lucio, Cerami, Gagliano Castelferrato, Gangi, Geraci Siculo, Leonforte, Mistretta, Nissoria, Sperlinga és Agira községekkel határos.

## Népesség
A település lakossága az elmúlt években az alábbi módon változott:
| Lakosok száma | 13 762 | 13 588 | 12 686 |
|               | 2017   | 2018   | 2023   |